# Abelova grupa
V matematice značí Abelova grupa (někdy též abelovská grupa či komutativní grupa) grupu (G, ∗), ve které platí a ∗ b = b ∗ a pro všechna a a b z G. Abelovy grupy jsou pojmenovány po norském matematikovi Nielsi Henriku Abelovi.

## Značení
Existují dvě hlavní konvence pro zápis Abelových grup – aditivní a multiplikativní
| Konvence        | Operace       | Identita | Mocniny | Inverze |
| --------------- | ------------- | -------- | ------- | ------- |
| Aditivní        | a + b         | 0        | na      | −a      |
| Multiplikativní | a ∗ b nebo ab | e nebo 1 | an      | a−1     |

Je zvykem, ačkoliv ne pevným pravidlem, zapisovat Abelovy grupy v aditivní notaci. Naopak, pokud nějaká grupa není Abelova, téměř nikdy se její grupová operace nezapisuje v aditivní notaci.

## Příklady
Každá cyklická grupa G je Abelova, protože pokud x, y jsou z G, pak xy = aman = am + n = an + m = anam = yx.
Reálná čísla spolu se sčítáním jsou též abelovská grupa, stejně tak jako nenulová reálná čísla s násobením.
Každá konečná grupa prvočíselného řádu je Abelova, neboť je automaticky cyklická. Existuje i těžší tvrzení, podle nějž každá konečná grupa, jejíž řád je roven druhé mocnině prvočísla, je Abelova. Proto nejjednodušší příklad grupy, která není Abelova, musí mít minimálně 6 prvků. Takový jednoduchý příklad skutečně existuje, je jím grupa permutací tříprvkové množiny s operací „skládání permutací“.

## Vlastnosti Abelových grup
Každá konečná Abelova grupa je direktním součtem cyklických grup o řádech rovných mocninám prvočísel. To je speciální případ obecnějšího tvrzení, podle nějž každá konečně generovaná Abelova grupa je direktním součtem konečných cyklických grup o řádech rovných mocninám prvočísel, a nekonečných cyklických grup.
Součinu konečných grup z výše zmíněné věty se rovněž říká torzní část Abelovy grupy, součinu nekonečných cyklických grup z výše zmíněné věty se říká beztorzní část Abelovy grupy. Je zřejmé, že beztorzní část konečné Abelovy grupy je triviální.
Každá podgrupa každé Abelovy grupy je Abelova a normální. Každá faktorgrupa každé Abelovy grupy je Abelova.
Každá Abelova grupa nese strukturu modulu nad oborem celých čísel a naopak, každý modul nad celými čísly je Abelovou grupou vůči své operaci sčítání (z definice). Pojmy Abelova grupa a modul nad celými čísly jsou ekvivalentní.